# Ивичест ъглопръст гекон
Ивичестите ъглопръсти гекони (Gonatodes vittatus), наричани също уегмънови ивичести гекони, са вид дребни влечуги от семейство Sphaerodactylidae.
Разпространени са в екваториалните гори по северното крайбрежие на Южна Америка и близките Антилски острови. Активни са през деня и достигат маса около 1 грам.